# Хенан ерлајнс лет 8387
Хенан ерлајнс лет 8387 је био лет између кинеских градова Харбин и Јичун у покрајини Хејлунгђанг на североистоку земље. Авион се срушио у 22:10 по локалном времену надомак Линду аеродрома након што је нешто пре 21:00 полетео из Харбина. У летелици је било 91 путника и чланови посаде, од којих је 42 погинуло а 47 хоспитализовано.
Авион је Ембарер Е-190 бразилске производње.